# رابطة طلاب الفن في نيويورك
رابطة طلاب الفن في نيويورك (بالإنجليزية: Art Students League of New York)‏ هي مدرسة الفنون، تأسست في 1875، في الولايات المتحدة.